# Liste der Kulturgüter in Bussy-sur-Moudon
Die Liste der Kulturgüter in Bussy-sur-Moudon enthält alle Objekte in der Gemeinde Bussy-sur-Moudon im Kanton Waadt, die gemäss der Haager Konvention zum Schutz von Kulturgut bei bewaffneten Konflikten, dem Bundesgesetz vom 20. Juni 2014 über den Schutz der Kulturgüter bei bewaffneten Konflikten sowie der Verordnung vom 29. Oktober 2014 über den Schutz der Kulturgüter bei bewaffneten Konflikten unter Schutz stehen.
Objekte der Kategorie A sind vollständig in der Liste enthalten, Objekte der Kategorie B sind im Gemeindegebiet nicht ausgewiesen, Objekte der Kategorie C fehlen zurzeit (Stand: 31. Mai 2022).

## Kulturgüter
| Foto | | Objekt | Kat. | Typ | Standort                                              | Beschreibung |
| ---- | --- | --- | ---- | --- | ----------------------------------------------------- | ------------ |
| BW   | Datei hochladen · Wikidata zu Anwesen Bize mit Bauernhof, zwei quadratischen Wohnhäusern und Brotbackofen (Q111511843) | Anwesen Bize mit Bauernhof, zwei quadratischen Wohnhäusern und Brotbackofen / Propriété Bize avec ferme, deux maisons d’habitation carrées et four à pain KGS-Nr.: 16924 | A    | G   | Chemin du Pavé 1–3 / Route d’Oulens 3 551969 / 170729 |              |